# Potència cel·lular

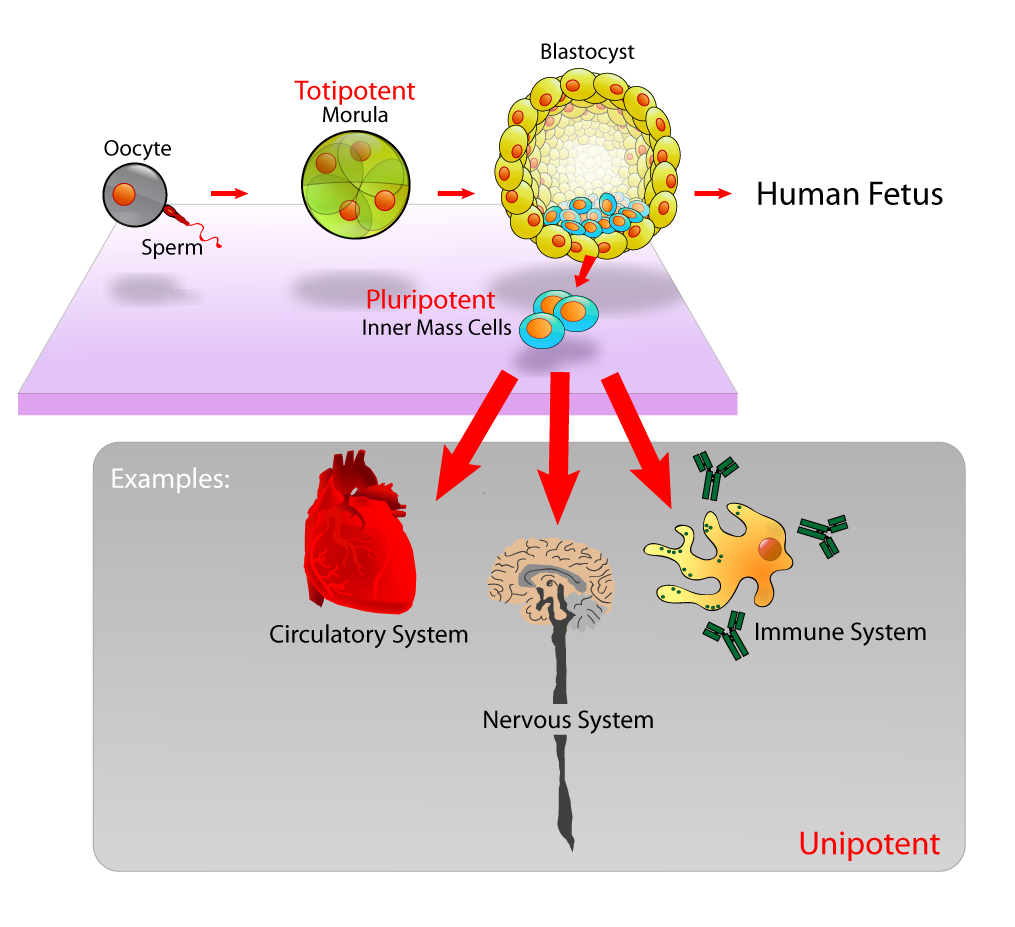
Cèl·lules pluripotents i el seu origen.

La potència d'una cèl·lula especifica és el seu potencial de diferenciació, o el potencial de diferenciar-se en dos diferents tipus de cèl·lules.

## Totipotència
La totipotència és la capacitat que una única cèl·lula origini, per divisió i diferenciació, la resta de cèl·lules diferenciades d'un organisme, incloent-hi els teixits extraembrionaris. Les cèl·lules totipotents inclouen les espores i els zigots. Les cèl·lules totipotents es poden originar per reproducció asexual (espores) o sexual. A aquest darrer cas la cèl·lula totipotent originada per la fusió de dues gàmetes en el procés de fertilització, s'anomena zigot.
A alguns organismes les cèl·lules es poden "desdiferenciar" i recuperar la totipotència: per exemple, un esqueix o un callus d'una planta pot regenerar la planta completa, amb tots els seus òrgans.
El desenvolupament humà comença quan un espermatozoide fertilitza un òvul i genera, d'aquesta manera, un zigot. Durant les primeres hores després de la fertilització aquesta cèl·lula es divideix en cèl·lules totipotents idèntiques. Aproximadament quatre dies després, i havent-se produït diversos cicles de divisió cel·lular, aquestes cèl·lules totipotents comencen a especialitzar-se.
Les cèl·lules totipotents tenen tot el potencial. Segons les condicions es poden especialitzar en cèl·lules pluripotents que poden originar la major part, però no tots, els tipus cel·lulars necessaris per a la formació dels teixits durant el desenvolupament fetal. Aquestes cèl·lules pluripotents pateixen una posterior especialització i es transformen en cèl·lules multipotents que originaran cèl·lules especialitzades en funcions concretes. Per exemple, les cèl·lules hematopoètiques multipotents originen eritròcits, leucòcits i plaquetes.
Les cèl·lules totipotents han de tenir la capacitat de diferenciar-se en qualsevol tipus cel·lular d'un organisme, però també en les cèl·lules que originaran els teixits extraembrionaris associats amb el desenvolupament inicial de l'organisme. Per exemple, les cèl·lules mare hematopoètiques només es consideren totipotents si poden originar qualsevol cèl·lula del cos però també les cèl·lules placentàries que no formen part del fetus en desenvolupament. Aquest és un aspecte important de la controvèrsia sobre cèl·lules mare.

## Bases de la totipotència
Els mecanismes moleculars que controlen la totipotència no es comprenen en profunditat i són objecte actual de recerca. Un article de la revista Science de febrer de 2006 suggereix que a l'organisme model Caenorhabditis elegans el manteniment de la totipotència a diversos estadis del desenvolupament depèn de la implicació de múltiples mecanismes, entre ells la regulació de l'ARN.

## Pluripotència

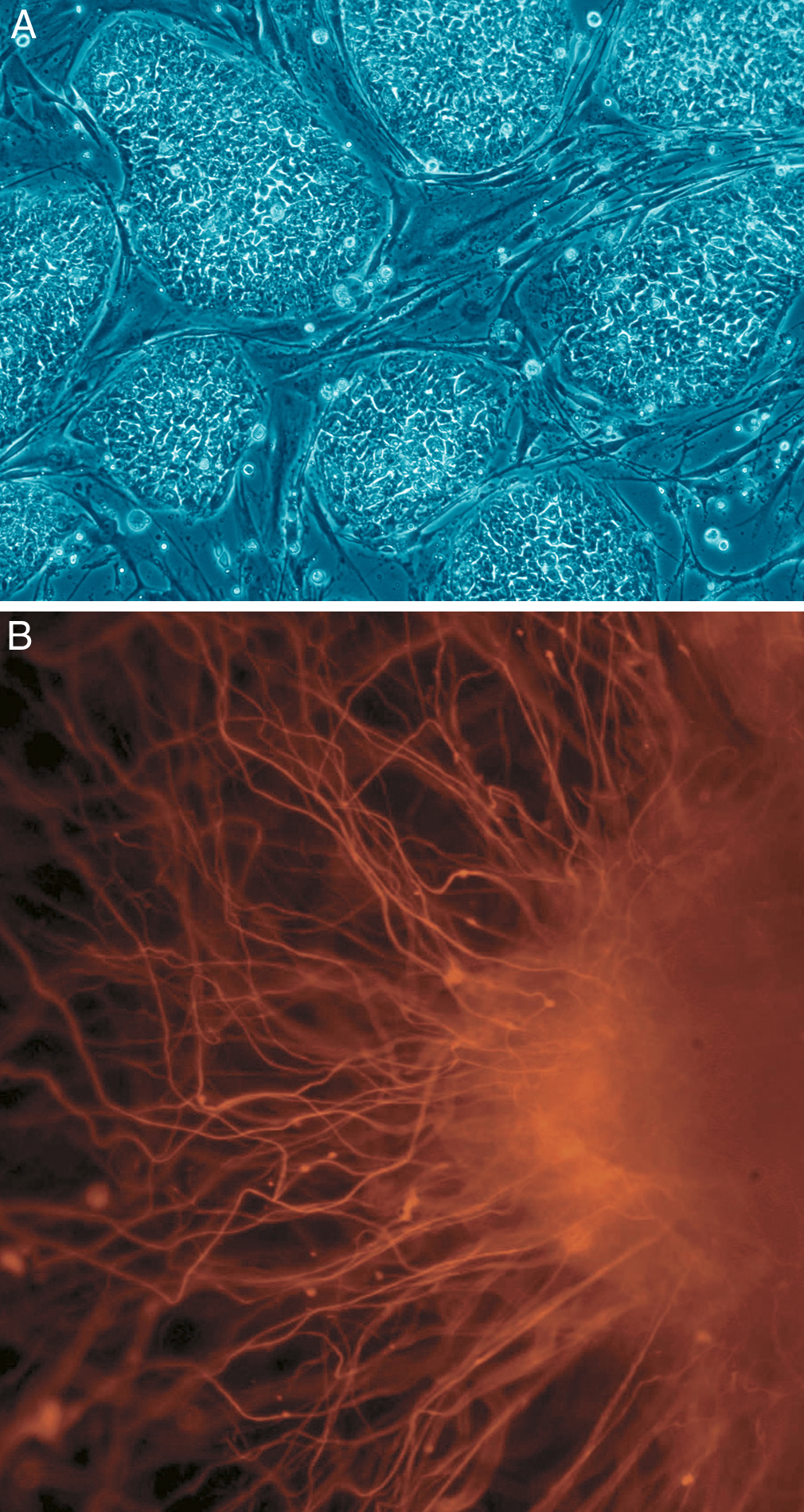
Cèl·lules d'embrió humà
A: Colònies de cèl·lules encara no diferenciades.
B: Cèl·lula nerviosa

En biologia cel·lular, la pluripotència (del llatí: plurimus o "molta" i potentia o "potència") es refereix a una cèl·lula mare que té el potencial de diferenciar-se en qualsevol de les tres capes germinatives: endoderma, mesoderma, o ectoderma. Les cèl·lules mare pluripotents poden donar lloc a qualsevol tipus de cèl·lula fetal o d'adults. No obstant això, per si soles no poden convertir-se en un animal adult o en un fetus perquè no tenen el potencial de contribuir al teixit extraembrionari, com la placenta.

### Pluripotència induïda
Les cèl·lules mares pluripotents induïdes, normalment abreujat com iPS cells, són un tipus de cèl·lules mares artificialment fetes pluripotents que deriven d'una cèl·lula no pluripotent, típicament una cèl·lula somàtica, per inducció d'una expressió "forçada" de certs gens.

## Multipotència
Les cèl·lules progenitores multipotents  tenen el potencial de donar lloc a cèl·lules de diversos, però en un nombre limitat de llinatges. Un exemple d'una cèl·lula mare multipotent és la hematopoètica de la sang que pot convertir-se en diversos tipus de cèl·lules sanguínies, però no pot convertir-se en les cèl·lules del cervell o altres tipus de cèl·lules.
En experiment recents amb cèl·lules mares, els científics han aconseguit pel procés de transdiferenciació que aquestes es comportin com neurones, o cèl·lules del cervell. Tanmateix les cèl·lules iPS són altmaent tumorogèniques i no s'utilitzen clínicament. Es considera que usant les eines adequades totes les cèl·lules són totipotents i poden formar qualsevol tipus de teixit.

## Oligopotència
Oligopotència és la capacitat de les cèl·lules progenitores de diferenciar-se en un pocs tipus de cèl·lules. Es tracta d'un grau de potència. En són exemples les cèl·lules mares limfoides i mieloides.

## Unipotència
En biologia cel·lular una cèl·lula unipotent és aquella capaç de desenvolupar-se/diferenciar-se en un sol tipus de cèl·lula/teixit. La més comunes d'aquestes en els humans són les cèl·lules de la pell, la propietat única de les quals és l'autorenovació. L'autoregeneració del fetge humà, des d'un 25% de la seva massa, també és atribuïda a aquesta propietat. Un sinònim molt acostat de cèl·lula unipotent és cèl·lula precursora.